# Карапетян, Артуш Месропович
Карапетян Артуш Месропович (род. 20 декабря 1944 г Карасайский район Алматинской области, Казахская ССР) — Инженер - механик, общественный деятель, член Ассамблея народа Казахстана. Председатель республиканского ОО «Ассоциация армянских культурных центров Республики Казахстан «Наири». Заслуженный работник пищевой промышленности Казахской ССР. кандидат экономических наук (2003).

## Биография
- Артуш Месропович родился в совхозе Жетысу, Карасайского района, Алматинской области в 1944 году в семье Месропа, депортированного в Казахстан в 1937 году из высокогорного села Келер Мегринского района Армении.
- Отец - Карапетян Месроп Оганжанович (р. 1886 г.) - крестьянин. Мать - Карапетян Варти Паткановна (р. 1900 г.) – домохозяйка.
- В 1968 году закончил заочное отделение факультета «Машины и аппараты пищевых производств» по специальности «Инженер-механик» Всесоюзный заочный институт пищевой промышленности (г. Москва).
- Владеет армянским (родной), казахским, русским (свободно) языками.

## Трудовая деятельность
- 1970 - 1973 гг - Каменщик, плотник, сварщик, механик, строитель, инженер, котельщик, мастер, начальник цеха; директор Лениногорского пивзавода
- 1973 - 1978 гг - Директор Сарыагачского завода минеральных вод
- 1978 - 1980 гг - Директор Абовянского пивзавода, Армения
- 1980 - 1983 гг - Генеральный директор Чимкентского пиво-безалкогольного объединения
- 1983 - 1985 гг - Начальник Главпивопрома Министерства пищевой промышленности Казахской ССР
- 1986 - 1989 гг - Заместитель начальника Главплодовоща Госагропрома Казахской ССР
- 1989 - 1995 гг - Генеральный директор Алматинского ПО «Напитки»
- С 1995 г - Президент и председатель совета директоров
- С 2009 г -  Исполнительный директор АО «Бахус»
- С 2004 - Председатель республиканского ОО «Ассоциация армянских культурных центров Республики Казахстан «Наири».

## Прочие должности
- Председатель Государственной экзаменационной комиссии Алматинского технологического университета
- 2012 - 2013 гг - Заместитель председателя Ассамблея народа Казахстана

## Научные, литературные труды, публикации
- Автор более десяти статей о возрождении и развитии виноградарства и виноделия в Республике Казахстан, и книг: «Моя жизнь» (2002 г.), биографический очерк «Левон Мирзоян», «Духовное наследие Армении» сборник стихотворений.
- Автор и патентообладатель более 20 видов винодельческой продукции.
- В данное время работает над научным проектом по использованию вторичных ресурсов в виноделии, не допуская утилизации выжимки виноделия, которую можно использовать в производстве более 70 видов продукции в различных областях.

## Выборные должности, депутатство
- Депутат Алматинского городского маслихата I и II созыва (1999-2003 гг. и 2003-2007 гг.). Самовыдвиженец.

## Учёное звание
- С 1999 г - профессор Алматинский технологический университет
- С 2003 г - кандидат экономических наук
- С 2003 г - Академик Международной Академии виноградарства и виноделия Франция (Париж)

## Награды и звания
- СССР
- почетная грамота Верховный Совет Казахской ССР
- присвоено почетное звание "Заслуженный работник пищевой промышленности Казахской ССР"
- 1970 - Медаль «В ознаменование 100-летия со дня рождения Владимира Ильича Ленина»
- 1971 - Медаль «За трудовое отличие»
- 1985 - Медаль «Ветеран труда»
- Казахстан
- 1998 - Орден Курмет РК
- 2001 - Медаль «10 лет независимости Республики Казахстан»
- 2004 - Орден Достык ІІ степени РК
- 2005 - Медаль «10 лет Конституции Республики Казахстан»
- 2006 - Медаль «10 лет Парламенту Республики Казахстан»
- 2008 — Почётный диплом Президента Республики Казахстан за благотворительную и спонсорскую деятельность в культурной и гуманитарной сферах в 2007-2008 годах[1]
- 2008 - Медаль «10 лет Астане»
- 2008 - медаль «Атамекен»
- 2011 - Одним из первых трех удостоен Золотой медали Ассамблеи Народа Казахстана «Бірлік»
- 2011 - Медаль «20 лет независимости Республики Казахстан»
- 2015 - Медаль «20 лет Ассамблеи народа Казахстана»
- 2017 - Орден Парасат[2]
- Других страны
- 1999 - Золотая медаль Л.С. Голицына Союза виноделов Крыма (Ялта)
- Почетная грамота Международной организации виноградарства и виноделия Франция (Париж)
- 2009 - Золотая медаль SPI Союза промышленников Франция (Париж)
- 2011 - Медаль Наполеона Союза промышленников Франция (Париж)
- 2013 - Награжден медалью и представлен к званию «Маршала в пищевой промышленности» Франция (Париж)